# Nordstern (Schiff, 1902)
Die Nordstern ist ein ehemaliger Dampfschlepper und Fahrgastschiff. Sie war in Brandenburg an der Havel beheimatet. Der Dampfer gehörte bis Ende 2017 zur Flotte der nach ihm benannten Nordstern Reederei. Er ist als technisches Denkmal ausgewiesen.

## Geschichte

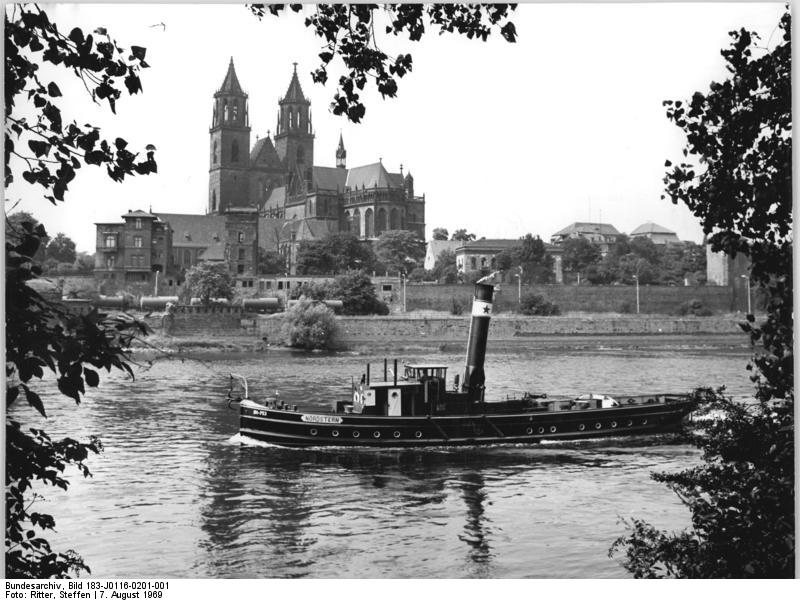
Die Nordstern 1969 flussaufwärts auf der Elbe in Magdeburg

Die Nordstern wurde 1902 in der Werft Gebr. Wiemann in Brandenburg an der Havel für Golsch & Kahle aus Brandenburg gebaut. Der Gesamtpreis lag bei 43.000 Goldmark. Sie war als Schleppdampfer und auch für die Personenschifffahrt konzipiert. Im Unterschied zu anderen Dampfschleppern erhielt sie einen weißen Anstrich und ein glattes Deck. Im Schleppeinsatz auf der Havel und ihren Nebengewässern zog die Nordstern in der Regel sechs Schleppkähne.
Im Jahr 1910 kaufte Adolf Sutor das Schiff. Zunächst wurde die Nordstern von Sutor eingesetzt, unter der Woche für die Steinetransportgenossenschaft gebrannte Ziegel vom Beetzsee nach Charlottenburg zu transportieren. Am Sonntag war der Dampfer in oder bei Berlin im Auftrag der Spree-Havel-Dampfschiffahrts-Gesellschaft Stern als Fahrgastschiff unterwegs. Die Nordstern war zu dieser Zeit für die Beförderung von 264 Personen zugelassen.
Es gab eine größere Kajüte im vorderen Teil und eine kleinere Kajüte im hinteren Teil des Schiffs. In der größeren Kajüte befand sich der Ausschank. Die Kajütwände waren mit Holz getäfelt, die Decke wurde von verzierten Konsolen getragen. Der Herd befand sich zwischen dem Steuerhaus und dem Schornstein in. Havelwasser wurde im Dampfkocher über dem Kessel gekocht. Der Herd war mit einer Klappe abdeckbar. Das Steuerhaus war der Sicht wegen lediglich mit einer Brustwehr abgegrenzt. Die Schlafplätze für die Mannschaft befanden sich unter den Treppen.
1937 übernahm Adolf Sutors Sohn Otto das Schiff. Dieser war Mitglied der Schleppdampfergenossenschaft Unterhavel. Die Nordstern wurde umgebaut. Die Schleppkraft des Dampfers wurde erhöht. Man installierte ein Deckshaus mit einer Sommerküche. Unter Deck befanden sich die Winterküche und Wohnräume. Heimathafen wurde Briest. In der Folge wurde die Nordstern auch auf der Elbe bis über Hamburg hinaus eingesetzt. Als Paradeschiff der Schleppdampfergenossenschaft Unterhavel fuhr sie zur Eröffnung des Mittellandkanals 1938 als erster Schraubendampfer mit zwei Anhängen in das neue Schiffshebewerk Rothensee. Weiterhin wurde sie beispielsweise für Filmaufnahmen der UFA verwendet. Während des Zweiten Weltkriegs wurden die wenig störanfälligen Dampfpumpen der Nordstern eingesetzt, Kähne auszupumpen. Im Jahr 1942 zerstörte eine Luftmine in Spandau das Oberdeck mit dem Steuerhaus und dem Schornstein.
Nach dem Zweiten Weltkrieg wurde Brandenburg an der Havel wieder Heimathafen des Schiffs. Der Schleppdampfer fuhr bis Stettin und das Stettiner Haff. Bei Reparaturarbeiten wurde er unter anderem beim Einschleppen der wieder aufzubauenden Gördenbrücke über den Silokanal in Brandenburg an der Havel und der Eisenbahnbrücke über den Templiner See eingesetzt. Nachdem sich Otto Sutor zur Ruhe setzte, verpachtete er die Nordstern Heinz Siebert aus Plaue. Neben dem Einsatz als Schubschlepper wurde sie zeitweise auch als Eisbrecher eingesetzt. 1967 wurde die Kesselanlage umgebaut, womit sich die Leistung von 275 auf 303 PS erhöhte. 1977 wurde eine Schubschulter an die Nordstern angebaut, die damit in der Folge auch als Schubbugsierschlepper eingesetzt werden konnte.
Ende der 1970er Jahre drohte die Verschrottung des Dampfschiffs. In dieser Situation erwarb Lothar Bischoff 1979 die Nordstern und rettete sie so vor dem Abwracken. Es folgte eine Generalüberholung der Maschinen. Die renovierte Nordstern fuhr nach Bad Schandau und zur 750–Jahrfeier nach Oderberg. Weiterhin war sie 1982/83 Ausstellungsstück der Ausstellung Stromauf und Stromab des Stadtmuseums Brandenburg. In den folgenden Jahren bis 1990 wurde das Schiff weiter als Schlepper beziehungsweise Schuber eingesetzt.
Nach der politischen Wende fuhr die Nordstern im Mai 1990 zum Hafengeburtstag erstmals wieder nach Hamburg. In der Folge wurde sie von der Stern und Kreisschiffahrt in Berlin als Ausflugsdampfer gechartert. Seit 1991 war sie Flaggschiff der Nordstern Reederei. 1994 erfolgte eine komplette Sanierung des Dampfers in der Schiffswerft Havelberg. Die Dampfmaschine wurde in Hamburg generalüberholt. Seit der Sanierung war der Dampfer für 50 Passagiere zugelassen.

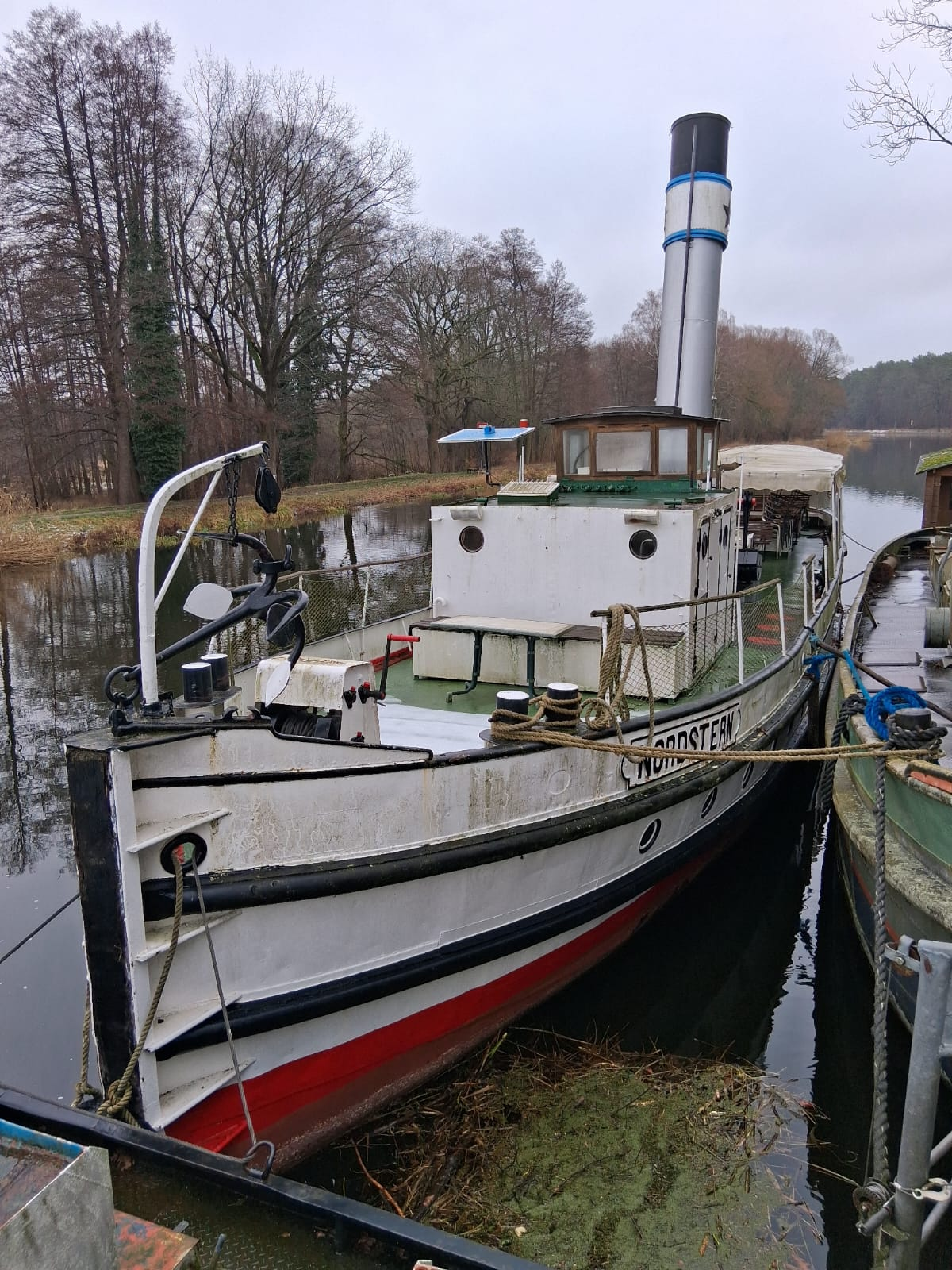
Dampfer Nordstern Januar 2025, Werft Malz

Zur Bundesgartenschau 2015 war die Nordstern neben der Luise als Ausstellungsdampfer am historischen Hafen am Gartenschauareal Packhof in Brandenburg an der Havel festgemacht. Weiterhin wurde eines der stilisierten Blumenschiffchen auf dem BUGA-Gelände nach dem Dampfschlepper benannt.
Bei Verkauf der Nordstern Reederei 2017 wurde der Dampfer vom neuen Eigentümer nicht übernommen, sondern von einem unbekannten Eigner erworben.

## Technische Daten
Die 1902 gebaute Nordstern hat eine Länge von 26,37 Metern, eine Breite von 5,25 Metern und einen mittleren Tiefgang von 1,60 Metern. Sie wird von einer Dreizylinder-Expansionsdampfmaschine mit Schiebesteuerung und Einspritzkondensation angetrieben. Die Leistung beträgt 303 PS. Damit schafft sie eine Drehzahl von maximal 196 min−1. Der Dampfkessel ist ein Zweiflammrohrkessel aus dem Jahr 1939 mit einer Heizfläche von 77,7 Quadratmetern und einem Betriebsdruck von 17,0 bar.